# Arctolamia strandi
Arctolamia strandi är en skalbaggsart som beskrevs av Stefan von Breuning 1936. Arctolamia strandi ingår i släktet Arctolamia och familjen långhorningar. Inga underarter finns listade.